# Провиантский склад (Харьков)

Провиантский склад

Провиантский склад (Харьков) — памятник архитектуры, одна из старейших построек Харькова.
Провиантский склад построен в 1787—1788 гг по проекту воспитанника Харьковского коллегиума архитектора П. А. Ярославского в строгих формах русского классицизма. Здание предназначалось для хранения городских запасов зерна. Здание расположено в северо-западной части пл. Поэзии по адресу площадь Поэзии, дом № 4.